# Charles Gondouin
Charles Gondouin (Parijs, 21 juli 1875 - Parijs, 25 december 1947) was een Frans rugbyspeler.

## Carrière
Gondouin speelde in zijn studententijd rugby en werd tweemaal landskampioen van Frankrijk. Tijdens de Olympische Zomerspelen 1900 werd hij met zijn ploeggenoten kampioen.
Gondouin werd met zijn ploeggenoten tweede bij het touwtrekken.

## Erelijst

### Rugby
- 1900:  Olympische Zomerspelen
- 1900: landskampioen met Racing Club
- 1902: landskampioen met Racing Club

### Touwtrekken
- 1900:  Olympische Zomerspelen

- Bibliothèque nationale de France: cb12609646m (data)
- International Standard Name Identifier: 0000 0003 7070 9974
- Istituto Centrale per il Catalogo Unico: CUBV101318
- Système universitaire de documentation: 077696697
- Virtual International Authority File: 250054964